# Kanton Baigneux-les-Juifs
Der Kanton Baigneux-les-Juifs war bis 2015 ein französischer Wahlkreis im Arrondissement Montbard, im Département Côte-d’Or und in der Region Burgund. Er bestand aus 15 Gemeinden, sein Hauptort war Baigneux-les-Juifs.
Der Kanton war 221,43 km² groß und hatte 18.604 Einwohner Stand: (1999).

## Gemeinden
| Gemeinde                       | Einwohner | Code postal | Code Insee |
| ------------------------------ | --------- | ----------- | ---------- |
| Ampilly-les-Bordes             | 90        | 21450       | 21011      |
| Baigneux-les-Juifs             | 271       | 21450       | 21043      |
| Billy-lès-Chanceaux            | 74        | 21450       | 21075      |
| Chaume-lès-Baigneux            | 89        | 21450       | 21160      |
| Étormay                        | 47        | 21450       | 21257      |
| Fontaines-en-Duesmois          | 126       | 21450       | 21276      |
| Jours-lès-Baigneux             | 88        | 21450       | 21326      |
| Magny-Lambert                  | 105       | 21450       | 21364      |
| Oigny                          | 29        | 21450       | 21466      |
| Orret                          | 26        | 21450       | 21471      |
| Poiseul-la-Ville-et-Laperrière | 181       | 21450       | 21490      |
| Saint-Marc-sur-Seine           | 147       | 21450       | 21557      |
| Semond                         | 45        | 21450       | 21602      |
| Villaines-en-Duesmois          | 251       | 21450       | 21685      |
| La Villeneuve-les-Convers      | 35        | 21450       | 21695      |

## Bevölkerungsentwicklung
| 1962 | 1968 | 1975 | 1982 | 1990 | 1999 |
| ---- | ---- | ---- | ---- | ---- | ---- |
| 2092 | 2472 | 2062 | 1859 | 1689 | 1604 |